# International Dawn Chorus Day (película)
International Dawn Chorus Day es un cortometraje documental experimental canadiense de 2021, dirigido por John Greyson. Tomando su nombre de la celebración del Día Internacional del Coro del Amanecer, cuando se anima a la gente a escuchar el canto de los pájaros, la película cuenta con la participación de 40 cineastas y artistas internacionales que Grabó el canto de los pájaros para una llamada de Zoom en homenaje a los activistas egipcios fallecidos Shady Habash y Sarah Hegazi.
Los participantes incluyeron a Sofia Bohdanowicz, AA Bronson, Julie Burleigh, Shu Lea Cheang, Sheila Davis, Richard Fung, Rebecca Garrett, Shohini Ghosh, Maureen Greyson, Sharon Hayashi, DeeDee Halleck, Nelson Henricks, April Hickox, Michelle Jacques, Nancy Kim, Prabha Khosla , Lyne Lapointe, Stephen Lawson, Jack Lewis, Catherine Lord, Loring McAlpin, Alexis Mitchell, Maki Mizukoshi, Ken Morrison, Daniel Negatu, Martha Newbigging, Jane Park, Pamela Rodgerson, Su Rynard, Lior Shamriz, Amil Shivji, Cheryl Sourkes, Dieylani Sow, Richard Tillmann, Almerinda Travassos, David Wall, BH Yael y tres personalidades egipcias que contribuyeron de forma anónima por el riesgo de represalia política por parte del gobierno de Egipto.
La película se estrenó en el programa de cortometrajes en la edición 71° del Festival Internacional de Cine de Berlín, donde ganó el premio Teddy al mejor cortometraje de temática LGBTQ.
 